# Estêvão Nemânia
Estêvão Nemânia (em latim: Stephanus Nemania; em sérvio: Стефан Немања; romaniz.: Stefan Nemanja; 1113–1199) foi um soberano do Grão-Principado da Sérvia no século XII, considerado o fundador do reino sérvio medieval e da dinastia Nemânica. Seus títulos formais foram Grão-Príncipe (Veliki Župan) da Ráscia.
Estêvão Nemânia é lembrado por suas contribuições para a cultura e a história da Sérvia, sendo o fundador do poderoso estado que evoluiria para o Império Sérvio medieval e a Igreja Ortodoxa nacional. É considerado o sérvio mais notável por suas contribuições literárias e atributos altruístas, de acordo com a Academia Sérvia de Ciências e Artes.
Foi pai de Estêvão II, o primeiro rei coroado, e de São Sava, o primeiro arcebispo da Igreja Ortodoxa Sérvia. Em 1196, Nemânia abdicou em favor de seu filho mais velho e foi para o Monte Atos, na Grécia, onde se tornou monge e tomou o nome de Simeão. Juntamente com o filho Sava, entre 1198 e 1199, construiu o Mosteiro de Hilandar, que se tornou o berço da Igreja Sérvia. Um ano após sua morte, foi canonizado pela Igreja Ortodoxa Sérvia como São Simeão, o Abençoado ou o Exalador de Mirra (Свети Симеон Мироточиви) sob alegação de diversos supostos milagres póstumos.

## Vida

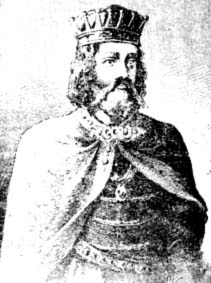
Estêvão Nemânia, da Sérvia

Grão-Principado da Sérvia sob Estêvão Nemânia

Nasceu em Ribnica (hoje Podgorica) em 1113, como o caçula de quatro filhos de Zavida Vukanović, príncipe da Zaclúmia (região hoje dividida entre a Herzegóvina, Montenegro e o Sanjaco). Na época, este era um dos centros mais importantes da Dóclea. Zavida era aparentado das dinastias nobres sérvias que governavam a Ráscia e Zeta (Casa de Vukanović, da parte masculina, e a Casa de Vojisavljević, da parte feminina). Sobre a vida de Zavida, não há muitos dados, pero a partir da biografia de Estêvão Nemânia (escrita por seu filho, Estêvão I), sabe-se que ele estava em conflito com seus parentes sobre o poder na Ráscia. Zavida reinava sobre a Ráscia, quando entrou em conflito com os próprios irmãos. Foi forçado a fugir para a zona costeira da Dóclea, onde o povo era de religião católica (o Grande Cisma cristão ocorrera menos de um século antes). Foi assim que Estêvão foi batizado por um sacerdote latino.
Estêvão Nemânia teve três irmãos mais velhos, filhos de Zavida:
- Tiomir Zavidović, que governava a Ráscia como grão-príncipe (veliki župan) entre 1163 e 1166 ou 1168. Não se sabe a exata data de nascimento, mas apenas que ele morreu em 1169.
- Estracimir Zavidović, que governava a Morávia Ocidental (1163—(1166) 1168, 1169-?). Morreu depois do natal católico de 1189.
- Miroslau Zavidović, que governava a Zaclúmia (1163-(1166) 1168, 1169-?). Morreu em 1196 ou 1199.

Passou a juventude em uma casa muito humilde, de pedra exposta, vivendo de maneira modesta e comendo alimentos pouco refinados. Dedicava-se à caça, ao arco-e-flecha e à luta de espadas.
Quando o príncipe Jorge da Ráscia foi deposto pelos bizantinos e exilado, Estêvão voltou com sua família para a terra natal. Lá, foi batizado novamente, desta vez com no rito ortodoxo, na capital, Ras.
Estêvão Nemânia casou-se com Ana Dândolo, que, depois de fazer votos ortodoxos, tomou o nome de Anastácia. Com ela, teve a seguinte descendência:
- Vucan Nemânica, rei de Zeta (1199-1208) e grão-príncipe (jupã) da Ráscia (1202-1204); não se sabe quando nasceu, mas viveu até 1208
- Estêvão II Nemânica, grão-príncipe da Ráscia (1196-1217) e rei da Sérvia (1217-1228)
- Rastko Nemânica, primeiro arcebispo sérvio (1219-1233), canonizado com o nome de São Sava.
- Jefimija Nemânica, casada com Manuel Ângelos Ducas (1230-1237), governador de Tessalônica
- uma filha com nome desconhecido, casada com Tico, boiardo de Escópia, depois mãe do czar búlgaro Constantino Tico.